# Semachrysa hyndi
Semachrysa hyndi là một loài côn trùng trong họ Chrysopidae thuộc bộ Neuroptera. Loài này được Brooks miêu tả năm 1983.